# Гапонов, Владимир Михайлович
Владимир Михайлович Гапонов (род. 31 мая 1973, Челябинск) — советский и российский хоккеист, защитник. Тренер.
Начинал свой хоккейный путь в детско-юношеской дворовой команде «Орбита» г. Челябинск Под руководством тренера Бирюкова Александра Ивановича, который также воспитал не мало талантливых хоккеистов,одним из которых является двукратный обладатель кубка Гагарина, Денис Зернов,ныне играющий за Магнитогорский Металлург.

## Биография
Воспитанник «Металлурга» Челябинск. Играл за команды «Мечел» (1990/91 — 1991/92, 1992/93, 1997/98 — 2005/062007/08 — 2008/09), «Авангард» Омск (1992/93), «Трактор» Челябинск (1992/93, 1995/96 — 1996/97, 2005/06 — 2006/07), «Спутник» Нижний Тагил (1992/93, 2006/07, 2010/11 — 2011/12), «Химик» Новополоцк (Беларусь, 1993/94), «Металлург» Новотроицк (1994/95 — 1995/96), «Юниор» / «Юниор-Т» Курган (1994/95 — 1996/97), «УралАЗ» Миасс (1997/98), «Мечел-2» (1997/2000, 2002/03, 2004/05), «Трактор-2» (2006/07), «Газовик» Тюмень (2009/10), «Южный Урал» Орск (2012/13). Завершил карьеру в 40 лет.
Окончил ВШТ (Челябинск). Тренер в командах «Мечел» (2013/14), «Белые медведи» (2014/15 — 2015/16). Видеооператор в «Тракторе» (с 2017 года).